# 하이카펜터메모리얼브리지

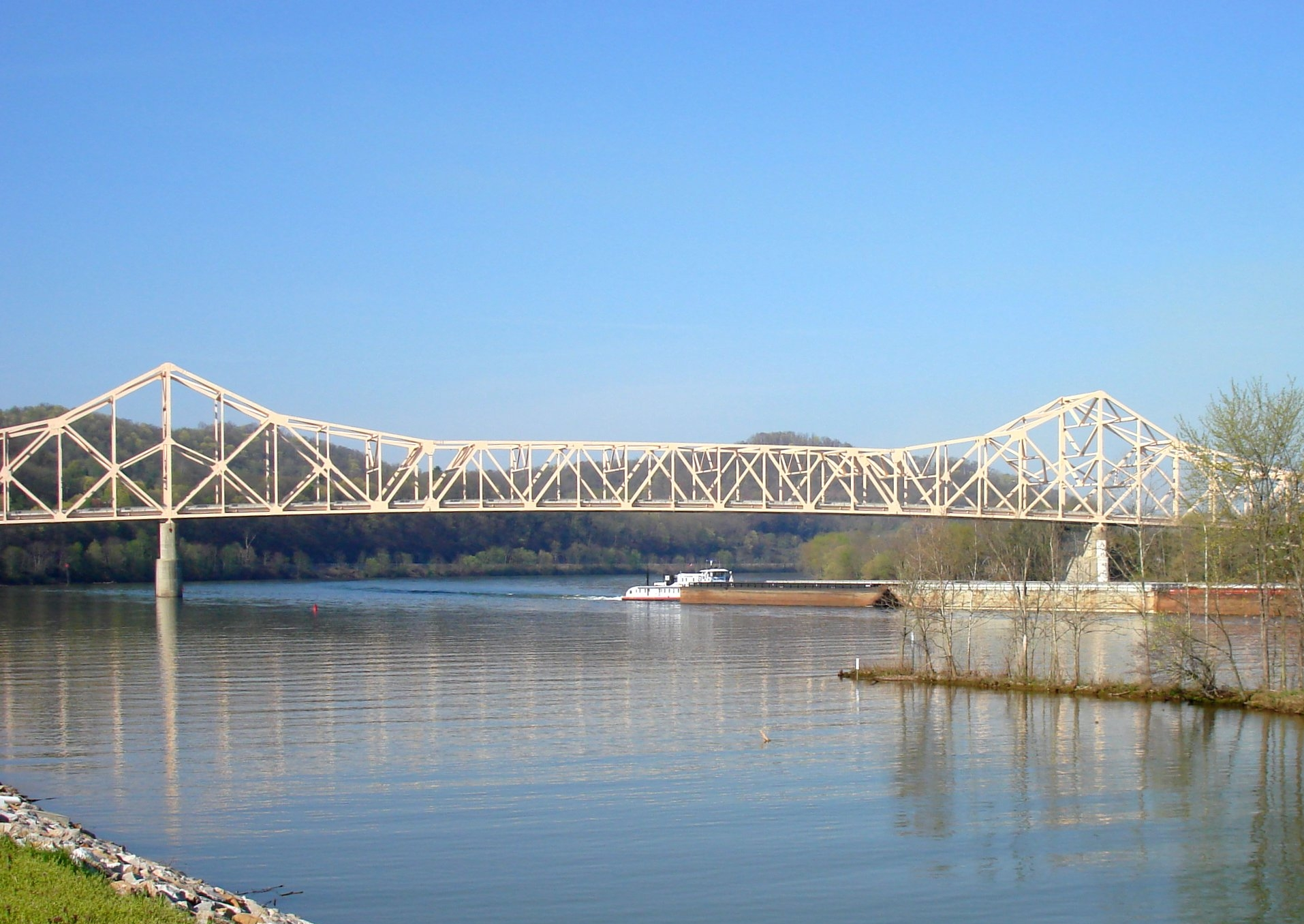

하이 카펜터 메모리얼 브리지(Hi Carpenter Memorial Bridge)는 오하이오주 뉴포트와 웨스트버지니아주 세인트마리스 사이에 오하이오강을 경유하는 교량이다. SR 807(Ohio State Route 807)과 WV 807(West Virginia Route 807)을 연결하며 OH 7의 WV 2를 잇는다.
1977년 완공되었다. 1928년의 아이바 현수교를 대체하였다. 아이바 현수교는 1967년 비슷한 구조로 설계된 실버브리지의 붕괴 직후 폐쇄되었다. 이 다리의 이름은 하이람 A. 카펜터(1880년 12월 3일 ~ 1970년 4월 19일)를 기리기 위해 명명되었다.